# Leptospermum parvifolium
Leptospermum parvifolium är en myrtenväxtart som beskrevs av James Edward Smith. Leptospermum parvifolium ingår i släktet Leptospermum och familjen myrtenväxter. Inga underarter finns listade i Catalogue of Life.